# بريندا إيلدر
بريندا إيلدر (بالإنجليزية: Brenda Elder)‏ هي ممثلة بريطانية، ولدت في 1938 في إنجلترا في المملكة المتحدة.

## وصلات خارجية
- بريندا إيلدر على موقع IMDb (الإنجليزية)
- بريندا إيلدر على موقع قاعدة بيانات الفيلم (الإنجليزية)
- بريندا إيلدر على موقع كينوبويسك (الروسية)